# Bessèges
Bessèges (Okzitanisch: Besseja) ist eine französische Gemeinde mit 2624 Einwohnern (Stand 1. Januar 2022) im Département Gard in der Region Okzitanien.

## Geografie
Die Gemeinde liegt am oberen Bereich des touristisch geprägten Tals der Cèze in der Nähe von Alès.

## Geschichte
Am Anfang des 19. Jahrhunderts war Bessèges lediglich ein Weiler. Die Gemeinde entstand im Jahr 1857 aus Teilen der Gemeinden Gagnières und (hauptsächlich) Robiac-Rochessadoule. Im Jahr 1972 wurde die bisherige Gemeinde Foussignargues (1968 720 Einwohner) eingemeindet.

## Bevölkerungsentwicklung
| Jahr                       | 1962 | 1968 | 1975 | 1982 | 1990 | 1999 | 2011 | 2020 |
| Einwohner                  | 5720 | 5421 | 5255 | 4352 | 3635 | 3137 | 3042 | 2766 |
| Quellen: Cassini und INSEE |      |      |      |      |      |      |      |      |

## Wirtschaft
Der Ort gewann an Bedeutung mit dem 1809 begonnenen Kohle-Bergbau. Der Eisenbahnbau trug wesentlich zu seinem industriell geprägten Aufschwung bei. Neben dem Bergbau gab es am Ende des 19. Jahrhunderts eine Glasfabrik, eine Gießerei und eine Metallfabrik. In den Jahren nach dem Ersten Weltkrieg begann der Abschwung. Die Glasfabrik schloss 1920, die Gießerei 1922. Auch die anderen Industriebetriebe stellten in den Jahren bis 1996 ihren Betrieb ein. Der Ort ist heute touristisch orientiert.

## Verkehr
Der unter dem Einfluss von Paulin Talabot 1855 begonnene und am 1. Dezember 1857 fertiggestellte Bau der Eisenbahn Alès - Bessèges (über Robiac) verband den Ort mit dem französischen Eisenbahnnetz. Der Personenverkehr wurde am 7. Juli 2012 eingestellt. Am 23. März 2018 wurde zwischen der SNCF und der Region Okzitanien eine Vereinbarung unterschrieben, den Personenverkehr auf der Strecke Alès - Bessèges (über Robiac) bis spätestens 2025 wieder aufzunehmen.

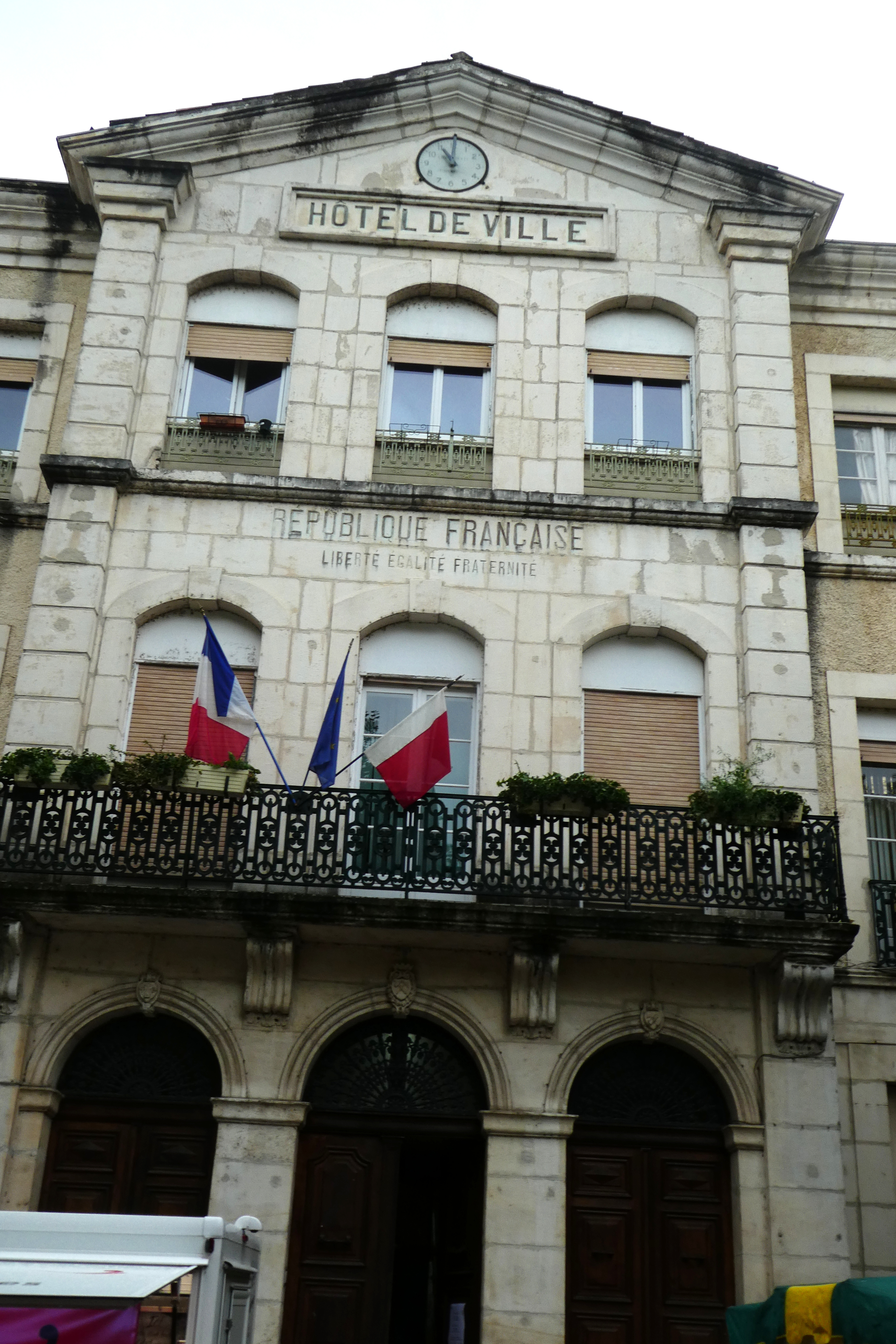
Rathaus (Hôtel de ville)
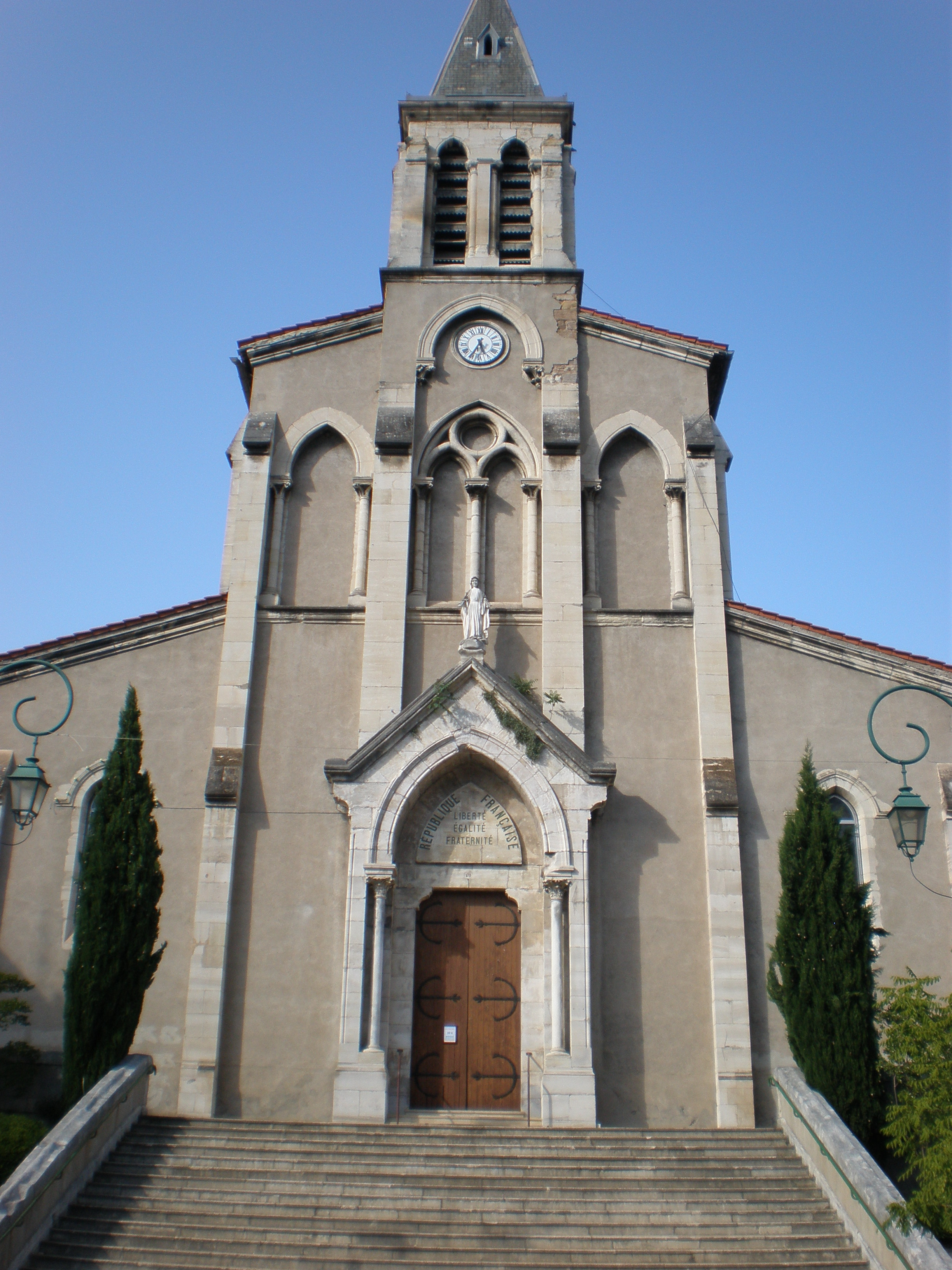
Kirche der Unbefleckten Empfängnis
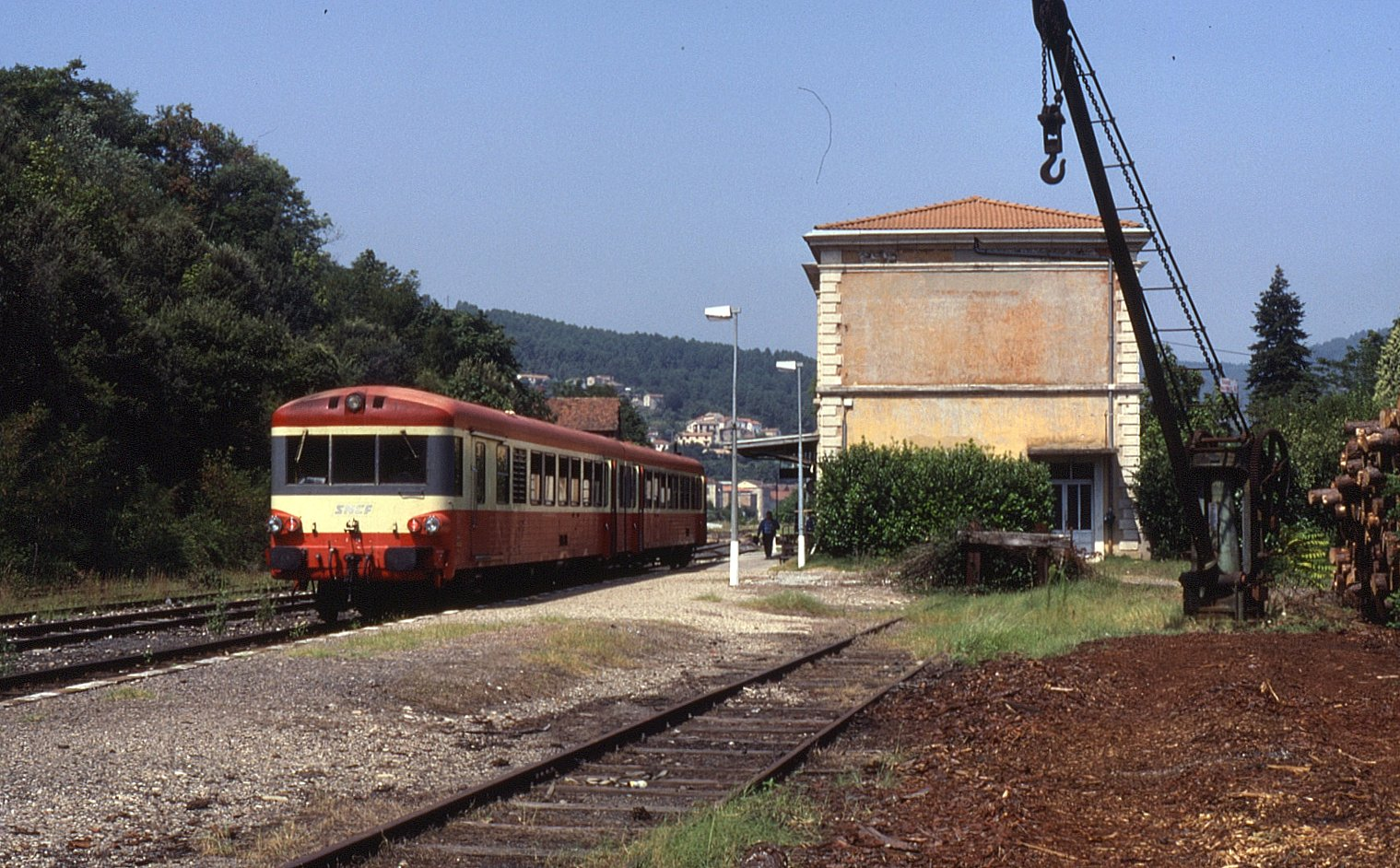
Bahnstation Bessèges
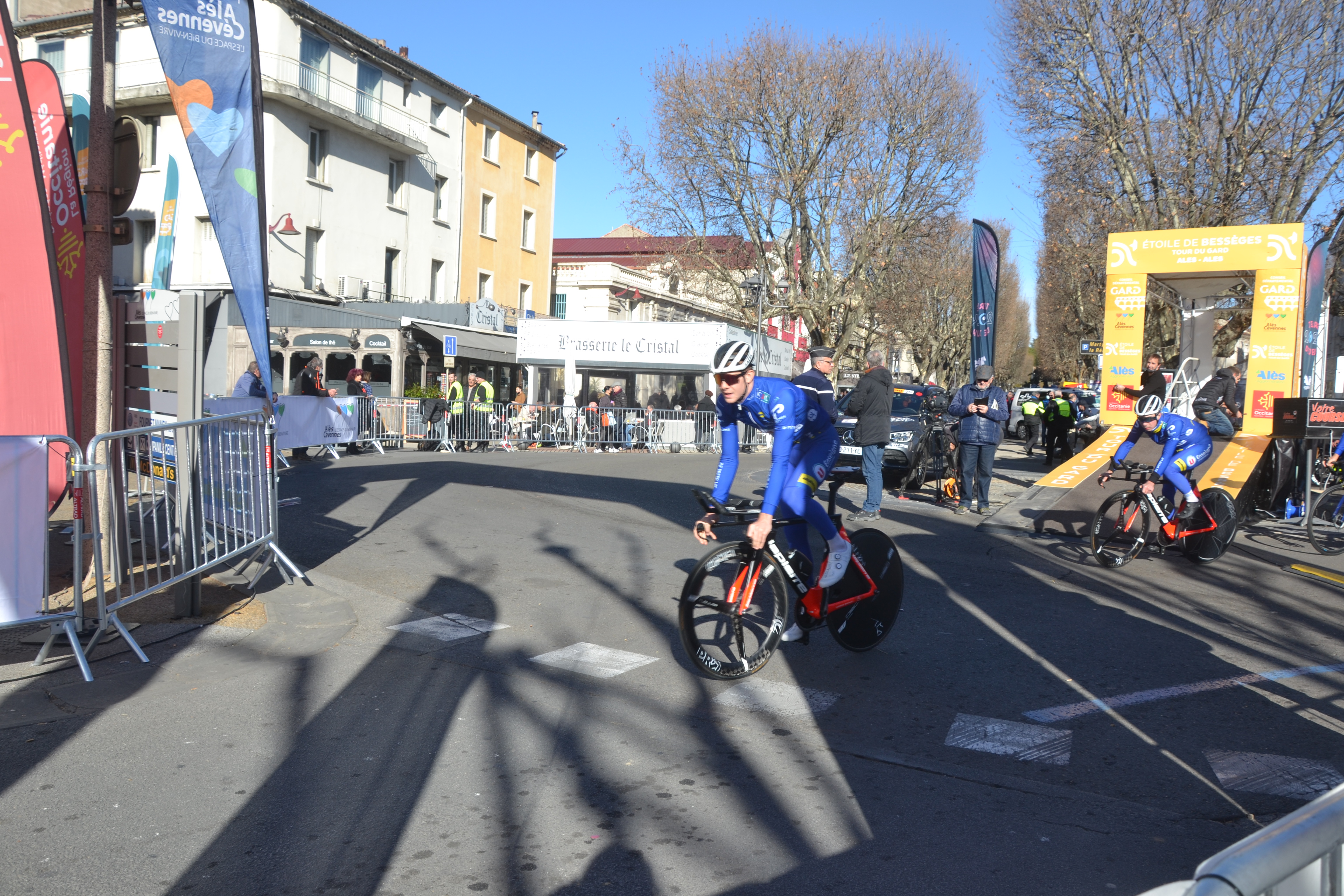
Radrennen „Étoile de Bessèges“ (2022)